# تصفيات كأس العالم 1990 - أوروبا المجموعة 5
تصفيات كأس العالم 1990 أوروبا المجموعة 5 كانت مجموعة تصفيات من أوروبا لبطولة كأس العالم 1990. تكونت المجموعة من اسكتلندا و‌النرويج و‌فرنسا و‌قبرص و‌يوغوسلافيا.
فازت يوغوسلافيا بالمجموعة، وتأهلت لبطولة كأس العالم 1990. تأهلت اسكتلندا أيضًا بصفتها الوصيف.

## الترتيب
| فريق       | لعب | ف | ت | خ | له | عليه | ف.أ | نقاط |
| ---------- | --- | - | - | - | -- | ---- | --- | ---- |
| يوغوسلافيا | 8   | 6 | 2 | 0 | 16 | 6    | +10 | 14   |
| إسكتلندا   | 8   | 4 | 2 | 2 | 12 | 12   | 0   | 10   |
| فرنسا      | 8   | 3 | 3 | 2 | 10 | 7    | +3  | 9    |
| النرويج    | 8   | 2 | 2 | 4 | 10 | 9    | +1  | 6    |
| قبرص       | 8   | 0 | 1 | 7 | 6  | 20   | −14 | 1    |

|            | قبرص  | فرنسا | النرويج | إسكتلندا | جمهورية يوغوسلافيا الاشتراكية الاتحادية |
| ---------- | ----- | ----- | ------- | -------- | --------------------------------------- |
| قبرص       | –     | 1 – 1 | 0 – 3   | 2 – 3    | 1 – 2                                   |
| فرنسا      | 2 – 0 | –     | 1 – 0   | 3 – 0    | 0 – 0                                   |
| النرويج    | 3 – 1 | 1 – 1 | –       | 1 – 2    | 1 – 2                                   |
| إسكتلندا   | 2 – 1 | 2 – 0 | 1 – 1   | –        | 1 – 1                                   |
| يوغوسلافيا | 4 – 0 | 3 – 2 | 1 – 0   | 3 – 1    | –                                       |

### النتائج
| النرويج      | 1 – 2   | إسكتلندا                  |
| ------------ | ------- | ------------------------- |
| فيورتوفت 44' | (تقرير) | مكستاي 14' · جوهنستون 62' |

| فرنسا             | 1 – 0   | النرويج |
| ----------------- | ------- | ------- |
| بابان 84' (ركلة.) | (تقرير) |         |

| إسكتلندا     | 1 – 1   | يوغوسلافيا   |
| ------------ | ------- | ------------ |
| جوهنستون 19' | (تقرير) | كاتانيتس 37' |

| قبرص              | 1 – 1   | فرنسا     |
| ----------------- | ------- | --------- |
| بيتاس 78' (ركلة.) | (تقرير) | زيريب 44' |

| قبرص | 0 – 3   | النرويج                       |
| ---- | ------- | ----------------------------- |
|      | (تقرير) | سورلوث 57'، 78' · أوسفولد 90' |

| يوغوسلافيا                               | 3 – 2   | فرنسا               |
| ---------------------------------------- | ------- | ------------------- |
| سباسيتش 11' · سوسيتش 76' · ستويكوفتش 82' | (تقرير) | بيريز 3' · سوزي 68' |

| يوغوسلافيا                                          | 4 – 0   | قبرص |
| --------------------------------------------------- | ------- | ---- |
| سافيتشيفيتش 13'، 33'، 82' · هادزيبيغيتش 44' (ركلة.) | (تقرير) |      |

| قبرص                       | 2 – 3   | إسكتلندا                   |
| -------------------------- | ------- | -------------------------- |
| كولياندريس 13' · يوانو 47' | (تقرير) | جوهنستون 9' · غوف 54'، 90' |

| إسكتلندا          | 2 – 0   | فرنسا |
| ----------------- | ------- | ----- |
| جوهنستون 28'، 52' | (تقرير) |       |

| إسكتلندا                   | 2 – 1   | قبرص        |
| -------------------------- | ------- | ----------- |
| جوهنستون 26' · مككويست 63' | (تقرير) | نيكولاو 62' |

| فرنسا | 0 – 0   | يوغوسلافيا |
| ----- | ------- | ---------- |
|       | (تقرير) |            |

| النرويج                                | 3 – 1   | قبرص           |
| -------------------------------------- | ------- | -------------- |
| أوسفولد 16' · سورلوث 34' · براستوف 35' | (تقرير) | كولياندريس 44' |

| النرويج      | 1 – 2   | يوغوسلافيا                   |
| ------------ | ------- | ---------------------------- |
| فيورتوفت 89' | (تقرير) | ستويكوفتش 21' · فويوفيتش 86' |

| النرويج     | 1 – 1   | فرنسا             |
| ----------- | ------- | ----------------- |
| براستوف 84' | (تقرير) | بابان 40' (ركلة.) |

| يوغوسلافيا                                       | 3 – 1   | إسكتلندا |
| ------------------------------------------------ | ------- | -------- |
| كاتانيتس 52' · غيليسبي 58' (ه.ذ.) · فويوفيتش 59' | (تقرير) | دوري 37' |

| يوغوسلافيا              | 1 – 0   | النرويج |
| ----------------------- | ------- | ------- |
| هادزيبيغيتش 44' (ركلة.) | (تقرير) |         |

| فرنسا                                | 3 – 0   | إسكتلندا |
| ------------------------------------ | ------- | -------- |
| ديشان 26' · كانتونا 63' · دوراند 89' | (تقرير) |          |

| قبرص              | 1 – 2   | يوغوسلافيا                   |
| ----------------- | ------- | ---------------------------- |
| بيتاس 38' (ركلة.) | (تقرير) | ستانويكوفيتش 5' · بانكيف 49' |

| إسكتلندا    | 1 – 1   | النرويج    |
| ----------- | ------- | ---------- |
| مككويست 44' | (تقرير) | أرلاند 89' |

| فرنسا                | 2 – 0   | قبرص |
| -------------------- | ------- | ---- |
| ديشان 25' · بلان 75' | (تقرير) |      |

## الهدافون
أُحرز 54 هدفًا أثناء 20 مباراة، بمعدل 2.7 هدفًا لكل مباراة.
6 أهداف
| - مو جوهنستون |

3 أهداف
| - غوران سورلوث - ديان سافيتشيفيتش |

هدفان
| - كريستوس كولياندريس - بامبوس بيتاس - ديدييه ديشان - جان بيير بابان - رون براستوف | - يان أغي فيورتوفت - كييتيل أوسفولد - ألي مككويست - ريتشارد غوف - فاروق هادزيبيغيتش | - سريتشكو كاتانيتس - دراغان ستويكوفتش - زلاتكو فويوفيتش |

هدف واحد
| - يانوس يوانو - فلوروس نيكولاو - لوران بلان - إيريك كانتونا - جان فيليب دوراند | - كريستيان بيريز - فرانك سوزي - دانييل زيريب - جونسن أرلاند - غوردون دوري | - باول مكستاي - داركو بانكيف - بريدراغ سباسيتش - فويادين ستانويكوفيتش - سافيت سوسيتش |

هدف ذاتي
| - غاري غيليسبي (ضد يوغوسلافيا) |